# Kiszlingstein Sándor
Kiszlingstein Sándor (Léva, 1852. január 14. – Budapest, 1913. április 16.) magyar könyvárus, könyvkötő üzletvezető, bibliográfus.

## Élete
Az algimnáziumot szülővárosában végezte; a könyvkereskedést Komáromban Siegler Antalnál tanulta. Mint könyvárussegéd működött Komáromban, Pécsett, Budapesten és Esztergomban. 1880. február 11-én Stumpf Péter esztergomi könyvkereskedését vette át Esztergomban és 1891-től Gottermayer Nándor budapesti könyvkötőnél volt üzletvezető. Megindította a rövid életű Irodalom c. bibliográfiai folyóiratot. Könyvészeti munkái elsősorban könyvkereskedői célokat szolgáltak, de hasznos segédeszközei a tudományos kutatásnak is.

## Művei

### Folyóiratcikkei
A Corvinában megjelent cikkei közül említendők 1883. Még egyszer a "Jó könyvek"-ről, Csehek Magyarországban, 1884. Russel egyetemes könyvjegyzéke, 1885. Az országos kiállítás és osztrák kollegáink, Magyar könyvészet 1860-75., 1886. Viszhang az ungvári állapotokra, 1888. 14., 18-21. sz. A magyar könyvészetről. Szerkesztette a Russel-féle nemzetközi egyetemes könyvjegyzéknek Magyarországra vonatkozó 12 kötetét (Münsterben.)

### Önálló művei
- Magyar Könyvészet II. kötet 1876–1885. A magyar könyvkereskedők egylete megbizásából összeállította és tudományos szakmutatóval ellátta. Budapest, 1890. → elektronikus elérhetőség: Arcanum
- A magyar irodalom husz éves statisztikája. 1876–1895. Budapest, 1897. (Ism. M. Könyv-Szemle 1897. 222. l.)